# Província de Verbano-Cusio-Ossola
La província de Verbano-Cussio-Ossola  (piemontès Provincia dël Verban-Cusio-Òssola) és una província que forma part de la regió del Piemont dins Itàlia. La seva capital és Verbania.
Situada al nord de la regió, limita al nord, oest i est amb Suïssa (cantó de Valais i del Ticino), a l'est amb la Llombardia (província de Varese) i al sud amb les províncies de Novara i Vercelli. El territori de la província està a la zona nord-occidental de l'Insúbria i l'ens provincial és membre de la comunitat Regio Insubrica.
Té una àrea de 2.255 km², i una població total de 159.714 hab. (2016). Hi ha 76 municipis a la província, després de la fusió dels municipis de Seppiana i Viganella formant Borgomezzavalle.